# 10,000 Bullets
10,000 Bullets, conocido en Japón como Tsukiyo ni Saraba (ツキヨニサラバ, lit. "Moonlit Farewell"), es un videojuego de disparos en tercera persona desarrollado por Blue Moon Studio con Metro Corporation y publicado por Taito para la consola PlayStation 2. Fue lanzado en Japón en 2005 y distribuido en Europa por 505 GameStreet ese mismo año. 10,000 Bullets sigue a un asesino a sueldo de élite llamado Crow, que trabaja para una familia de la mafia italiana y tiene el poder innato del "pistolero", lo que le permite manipular el flujo del tiempo en la batalla. La jugabilidad de 10,000 Bullets se centra en esta habilidad, en la que el jugador debe ralentizar la acción para evitar las oleadas de ataques enemigos y otros peligros.
10,000 Bullets fue dirigido por el creador de la franquicia Suikoden, Yoshitaka Murayama, quien dejó Konami en 2002 y comenzó su propia empresa de desarrollo, Blue Moon Studio, poco después. Acompañado por el ilustrador de Spriggan, Ryōji Minagawa, y los compositores Yasunori Mitsuda y Miki Higashino, Murayama comenzó a producir 10,000 Bullets aproximadamente medio año después de fundar la nueva compañía. Murayama había querido crear un shooter de acción incluso antes de la serie Suikoden. 10,000 Bullets obtuvo bajas ventas en Japón y una respuesta mediocre de los críticos de importación. Los críticos encontraron que el juego no era original y notaron problemas con la cámara, pero disfrutaron de las secuencias de acción.

## Historia
10,000 Bullets sigue a Crow, un asesino a sueldo que vive en Irlanda y trabaja para el sindicato del crimen con sede en Roma conocido como Tonio Family.. Crow posee la habilidad especial de "pistolero", que le permite ralentizar el tiempo. Heredó este rasgo de su difunta madre, una poderosa adivina que fue asesinada cuando Crow era muy joven. Después de ser acogido por el jefe de la mafia Papa Tonio, un compañero sicario llamado Judas, un fugitivo de Francia, le enseña a Crow a optimizar sus habilidades. Crow espera algún día vengarse de la persona responsable de la muerte de su madre. El protagonista se asocia con la joven Alice, una mujer inglesa de ascendencia alemana que huye de la custodia después de la muerte de su abuelo, un oficial militar.

## Jugabilidad
10,000 Bullets es un videojuego de acción/de disparos en tercera persona en el que el personaje del jugador armado lucha contra numerosos enemigos y jefes en diferentes entornos. Con un estilo  cinematográfico similar a lo visto en la franquicia Matrix y mecánicas sacadas de juegos como  Dead to Rights y Max Payne, el jugador tiene la capacidad de ralentizar el tiempo y esquivar multitudes de balas voladoras y otros obstáculos. El primer nivel, "Mejora", ralentiza toda la acción, incluido el personaje del jugador. El segundo nivel, "Blitz", ralentiza solo a los enemigos, lo que permite al jugador moverse a velocidad normal. El tercer nivel, "Tiempo Congelado", detiene todo alrededor del jugador, quien nuevamente mantiene la velocidad normal. Al presionar los gatillos, el jugador puede bloquear y cambiar de objetivo a los distintos enemigos. Matar con éxito a varios enemigos seguidos otorga puntos de bonificación al jugador, que se pueden usar al final de una etapa para comprar mejoras como más salud, así como ataques especiales y habilidades de evasión acrobática que se pueden asignar a ciertos botones del mando. El juego cuenta con cuatro personajes jugables (Crow, Alice, Dragon y Boris), cada uno de los cuales tiene su propio conjunto único de habilidades. Entre las secuencias de acción, el jugador debe avanzar en la trama a través de una interfaz de estilo Aventura gráfica, donde se debe hablar con ciertos personajes para continuar.

## Desarrollo
10,000 Bullets fue producido por el creador de la serie Suikoden, Yoshitaka Murayama, bajo su propio Blue Moon Studio, con el desarrollo del juego a cargo de Metro Corporation y publicado por Taito. Es el primer juego que crea Murayama desde Suikoden III y su salida de Konami en 2002. El proyecto comenzó aproximadamente medio año después de poner en marcha su propia empresa de desarrollo. Antes de firmar para crear la franquicia de juegos de rol, Murayama había querido hacer un shoot 'em up, citando su preferencia por los títulos de acción arcade. como Metal Black.
Cuando se reveló el juego por primera vez, el nuevo detalle reveló que el jugador podría morir por una sola herida de bala. Murayama explicó en una entrevista a Dengeki Playstation: "He estado pensando durante un tiempo si había alguna forma de llevar escenas de acción con disparos al estilo de las películas a los videojuegos, pero la cosa era que no sería un gran juego si murieras instantáneamente con un disparo rápido. Y la solución a eso fue la cámara lenta y la detención del movimiento. Me di cuenta de que las imágenes del juego no tenían que ser rápidas para transmitir la emoción de tiroteos y morir con un solo disparo... Cuando piensas en tener que esquivar los disparos enemigos y dispararles, "Tsukiyo ni Saraba" se parece un poco a un juego de disparos". El desarrollo de 10,000 Bullets tardó casi tres años en completarse.
Los personajes del juego fueron diseñados por Ryōji Minagawa, el artista de la serie de manga Spriggan..

### Música
La música para el juego fue co-compuesta por el veterano de Konami Miki Higashino y Yasunori Mitsuda, famoso por su trabajo en propiedades de Square como  Chrono Trigger y Xenogears. Después de su contribución al lanzamiento de Gensō Suikogaiden vol. 2, Higashino se retiró de la composición de videojuegos para concentrarse en su familia. Regresó a trabajar en 10,000 Bullets luego de una invitación de su antiguo jefe Murayama. Higashino eligió jazz por sus contribuciones a la partitura y quería integrar bebop o acid jazz, pero descubrió que le faltaba tiempo para hacerlo mientras cuidaba a un nuevo bebé. Higashino sintió que "probablemente causó muchos problemas a mi familia, mi cliente y Mitsuda-san" y se tomó otra pausa en la composición. La banda sonora del juego, Moonlit Shadow, fue publicada en Japón por el estudio Procyon de Mitsuda el día antes del lanzamiento del juego en Japón.

| Moonlit Shadow track list |                                           |          |  |
| N.º                       | Título                                    | Duración |  |
| 1.                        | «Tsukiyo Ni Saraba ~ Opening Theme ~»     | 1:38     |  |
| 2.                        | «The Maximum High Speed»                  | 2:47     |  |
| 3.                        | «Smooth Blues»                            | 4:34     |  |
| 4.                        | «D.O.L.L»                                 | 3:19     |  |
| 5.                        | «Cool Sky»                                | 3:03     |  |
| 6.                        | «Joni Scott Club»                         | 2:21     |  |
| 7.                        | «An Illegal Messenger»                    | 3:24     |  |
| 8.                        | «Red Shot»                                | 2:20     |  |
| 9.                        | «Urban Fantasy»                           | 2:06     |  |
| 10.                       | «Hit Man»                                 | 3:59     |  |
| 11.                       | «Striking Distance»                       | 1:39     |  |
| 12.                       | «Junk! Junk! Junk!»                       | 3:34     |  |
| 13.                       | «Target»                                  | 3:05     |  |
| 14.                       | «One Note Blues»                          | 3:18     |  |
| 15.                       | «Jungle City»                             | 3:46     |  |
| 16.                       | «Asian Kung-Fu Foundation»                | 4:15     |  |
| 17.                       | «Blue Moon»                               | 3:16     |  |
| 18.                       | «Au Revoir Dans la Nuit de Clair de Lune» | 2:49     |  |
| 19.                       | «Maria»                                   | 1:16     |  |
| 20.                       | «Lullaby»                                 | 4:01     |  |

## Lanzamiento
10,000 Bullets  se anunció por primera vez a través de la revista japonesa Dengeki PlayStation en septiembre de 2004. Posteriormente, el juego se exhibió en el  Tokyo Game Show (TGS) más tarde ese mes. 10,000 Bullets se lanzó oficialmente en Japón el 24 de febrero de 2005. Se llevó a cabo un evento de lanzamiento en tres lugares cerca de la Estación Shinjuku; Atsuko Enomoto,  la actriz de doblaje japonesa del personaje de Alice, realizó sesiones de autógrafos para quienes compraron el juego. Taito publicó el juego en Europa más tarde ese año con distribución de 505 GameStreet. El juego fue traducido por la firma japonesa Soli Consultants y presenta actuación de voz en inglés y texto en el juego con múltiples opciones de idioma, incluidos inglés, italiano, alemán, francés y español. El juego fue relanzado en Japón el 2 de noviembre de 2006 bajo la etiqueta "Taito Best".

## Recepción
10,000 Bullets recibió puntajes mediocres de publicaciones japonesas, incluido un 27 de 40 de  Weekly Famitsu y un 270 de 400 de  Dengeki PlayStation. Spencer de Siliconera descubrió que la versión japonesa de 10,000 Bullets era una imitación barata de los juegos de acción más exitosos que usan el tiempo bala.  Notó una cámara defectuosa  y problemas con el sistema de bloqueo, entornos suaves, un modo de aventura tedioso y una partitura musical que no coincide con el tema general del juego. Sin embargo, el crítico disfrutó de las secuencias de acción. Ed Lewis de IGN, quien hizo una vista previa de la versión TGS incompleta del juego, notó problemas similares con la cámara, pero también quedó impresionado con la acción, afirmando que el juego "empaqueta mucha acción y usa la manipulación del tiempo de una manera que casi parece una versión 3D Viewtiful Joe". 10,000 Bullets fue recibido con frialdad por los editores de  Official UK PlayStation 2 Magazine, quienes lo resumieron como "Una aburrida aventura de acción que combina un combate de tiempo bala de calidad inferior al estándar, escenas cinemáticas mal sincronizadas y una trama abandonada" y afirmó que "ni siquiera los masoquistas incondicionales deberían tocarlo".
10,000 Bullets vendió mal en Japón. Según la información de ventas de Media Create, el juego ocupó el puesto 500 entre los 500 juegos más vendidos en Japón en 2005 con solo 15 244 copias. Taito había desarrollado previamente un juego de acción en tercera persona, Bujingai. Sin embargo, a partir de 2010, la empresa no ha expresado interés en volver a entrar en el género.